# アレクサンダー・マイアー
アレクサンダー・マイアー（Alexander Meier、1983年1月17日 - ）は、西ドイツ・ブーフホルツ出身の元サッカー選手。現役時代のポジションはミッドフィールダー（MF）、フォワード（FW）。

## 経歴

### クラブ
ハンブルク育ちで、ハンブルガーSV（以下HSV）やFCザンクトパウリのユースで育つ。2002年にザンクト・パウリの選手として、19歳でHSVとのハンブルクダービーに出場、これがブンデスリーガデビュー戦となる。その後、所属のザンクトパウリの2部降格により、2002-03シーズンは2部でプレーした。2003-04シーズンには古巣HSVへ移り、再びブンデスリーガの舞台に立った。しかし、選手層の厚いHSVにおいて出場機会はなかなか得られなかった。
2004年7月、レンタルで2部のアイントラハト・フランクフルトに移籍した。ここでシーズン全試合に出場し9ゴールをマークし、フランクフルトの1部昇格に貢献した。シーズン終了後にはフランクフルトが移籍金推定65万ユーロを支払い、完全移籍が実現した。
2005-06シーズンは初めてブンデスリーガでレギュラーとして定着し、第17節を除く全試合に出場し7得点を記録した。チームは1部残留を果たした。
2006-07シーズンは新加入の高原直泰と息の合ったプレーを見せ、高原がハットトリックを決めた試合ではそのうちの2点をアシストした。
2007-08シーズンは第11節までフル出場を果たすが、怪我を負いそれ以降を棒に振った。
2008-09シーズンは怪我などで前半をほぼ棒に振ったが、後半戦は全試合に出場した。
2009-10シーズン、中盤あるいはストライカーの後方でのポジションで真価を発揮し、チームトップの10ゴールを挙げた。シーズン終了後にはチームと契約を更新した。
2010-11シーズンは24試合に出場するも2得点と振るわず、チームも8試合連続無得点など低調が続き2部降格という結果となった。
2011-12シーズンは新監督のアルミン・フェーから副キャプテンに指名されるとツヴァイテリーガで32試合17得点の大活躍を見せ、得点王に輝いた。チームも2位に着け、1年でのブンデスリーガ復帰を果たした。
2012-13シーズンは前半戦だけで11ゴールを決めるなど、29歳にして大ブレイクの年となった。新戦力のシュテファン・アイグナーらと見事な連携を見せた。最終的に31試合に出場して16ゴールを決め、ミッドフィルダーながら得点ランキング3位に入った。チームも前半戦は一時は2位になるなど好調であった。後半戦で失速し最終的には6位となったが、UEFAヨーロッパリーグ出場権を獲得した。
2013-14シーズンは22試合に出場し8得点。チームで最も多くのゴールに絡んだ。2014年3月7日、フランクフルトとの契約を2017年6月まで、3年延長した。年俸も所属選手中トップとなる200万ユーロ（約2億7600万円）に増加した。
2014-15シーズン、2トップのフォワードのポジションに配置されると、持ち前の得点力を発揮し、前半戦だけで16試合中13得点を決めるなどゴールを量産した。また、ブンデスリーガ公式HPの前半戦ベストイレブンにも選出された。シーズン終盤戦は怪我で出場できなかったが、2014-15シーズンのブンデスリーガ得点王を受賞した。
2016年7月14日、ドイツ・ブンデスリーガのアイントラハト・フランクフルトとの契約を延長することを発表した。契約期間は2018年6月30日までとなった。
2019年1月、ザンクトパウリにシーズン終了までの契約で復帰。
2019年9月20日、ウェスタン・シドニー・ワンダラーズFCに移籍。
2020年1月28日、現役引退を発表した。

### 代表
U-21代表として2試合に出場しているが、A代表には選出されていない。

## プレースタイル
身長196センチの大柄な体格を生かした空中戦、ボディバランスとスピードを生かした縦への突破、シュート技術に優れる。
トップ下のポジションに入った時は前線へ積極的に飛び出したり、下がってボールを受けたりと幅の広いプレーを見せる。
アルミン・フェーによって4-2-3-1のいわゆる「9.5」番を任されるようになると、空中戦の強さを生かして得点力を発揮するようになった。
また、2014-15シーズンからは得点力を生かしてフォワードを務めている。

## エピソード
- 元日本代表の高原直泰とはHSV、フランクフルト時代のチームメイトである。大活躍の時期と試合に出られない時期が被るなど、文字通り苦楽を共にした仲であり親友の間柄である[要出典]。

## 個人成績
2015年1月6日現在
| シーズン  | クラブ                         | ディビジョン     | リーグ戦 | リーグ戦 | リーグ戦 | DFBポカール | DFBポカール | DFBポカール | ヨーロッパカップ | ヨーロッパカップ | ヨーロッパカップ | 通算 | 通算 | 通算     |
| シーズン  | クラブ                         | ディビジョン     | 出場     | 得点     | アシスト | 出場        | 得点        | アシスト    | 出場             | 得点             | アシスト         | 出場 | 得点 | アシスト |
| --------- | ------------------------------ | ---------------- | -------- | -------- | -------- | ----------- | ----------- | ----------- | ---------------- | ---------------- | ---------------- | ---- | ---- | -------- |
| 2001–2002 | FCザンクトパウリ               | ブンデスリーガ   | 2        | 0        | 0        | 0           | 0           | 0           | 0                | 0                | 0                | 0    | 0    | 0        |
| 2002–2003 | FCザンクトパウリ               | ツヴァイテリーガ | 23       | 7        | 0        | 2           | 0           | 0           | 0                | 0                | 0                | 25   | 7    | 0        |
| 通算      | 通算                           | 通算             | 25       | 7        | 0        | 2           | 0           | 0           | 0                | 0                | 0                | 27   | 7    | 0        |
| 2003–2004 | ハンブルガーSV                 | ブンデスリーガ   | 4        | 0        | 0        | 0           | 0           | 0           | 0                | 0                | 0                | 0    | 0    | 0        |
| 通算      | 通算                           | 通算             | 4        | 0        | 0        | 0           | 0           | 0           | 0                | 0                | 0                | 4    | 0    | 0        |
| 2003–2004 | ハンブルガーSVⅡ                | レギオナルリーガ | 3        | 0        | 0        | 0           | 0           | 0           | 0                | 0                | 0                | 0    | 0    | 0        |
| 通算      | 通算                           | 通算             | 3        | 0        | 0        | 0           | 0           | 0           | 0                | 0                | 0                | 3    | 0    | 0        |
| 2004–2005 | アイントラハト・フランクフルト | ツヴァイテリーガ | 34       | 9        | 0        | 3           | 1           | 0           | 0                | 0                | 0                | 37   | 10   | 0        |
| 2005-2006 | アイントラハト・フランクフルト | ブンデスリーガ   | 33       | 7        | 9        | 5           | 3           | 0           | 0                | 0                | 0                | 38   | 10   | 9        |
| 2006-2007 | アイントラハト・フランクフルト | ブンデスリーガ   | 29       | 6        | 5        | 4           | 1           | 0           | 3                | 0                | 0                | 36   | 7    | 5        |
| 2007-2008 | アイントラハト・フランクフルト | ブンデスリーガ   | 11       | 4        | 1        | 2           | 3           | 0           | 0                | 0                | 0                | 13   | 7    | 1        |
| 2008-2009 | アイントラハト・フランクフルト | ブンデスリーガ   | 19       | 3        | 0        | 1           | 0           | 0           | 0                | 0                | 0                | 20   | 3    | 0        |
| 2009-2010 | アイントラハト・フランクフルト | ブンデスリーガ   | 34       | 10       | 5        | 3           | 2           | 0           | 0                | 0                | 0                | 37   | 12   | 5        |
| 2010-2011 | アイントラハト・フランクフルト | ブンデスリーガ   | 24       | 2        | 1        | 3           | 1           | 0           | 0                | 0                | 0                | 27   | 3    | 1        |
| 2011-2012 | アイントラハト・フランクフルト | ツヴァイテリーガ | 32       | 17       | 8        | 2           | 0           | 0           | 0                | 0                | 0                | 34   | 17   | 8        |
| 2012-2013 | アイントラハト・フランクフルト | ブンデスリーガ   | 31       | 16       | 3        | 1           | 0           | 0           | 0                | 0                | 0                | 32   | 16   | 3        |
| 2013-2014 | アイントラハト・フランクフルト | ブンデスリーガ   | 22       | 8        | 2        | 2           | 0           | 0           | 6                | 7                | 2                | 30   | 15   | 4        |
| 2014-2015 | アイントラハト・フランクフルト | ブンデスリーガ   | 26       | 19       | 1        | 1           | 1           | 0           | 0                | 0                | 0                | 27   | 20   | 1        |
| 2015-2016 | アイントラハト・フランクフルト | ブンデスリーガ   | 13       | 7        | 1        | 1           | 0           | 0           | 0                | 0                | 0                | 14   | 7    | 1        |
| 通算      | 通算                           | 通算             | 308      | 108      | 35       | 28          | 12          | 0           | 9                | 7                | 2                | 344  | 134  | 36       |
| 総通算    | 総通算                         | 総通算           | 330      | 109      | 35       | 30          | 12          | 0           | 9                | 7                | 2                | 368  | 128  | 36       |

## タイトル

### クラブ
アイントラハト・フランクフルト
- DFBポカール : 2017-18

### 個人
- 2. ブンデスリーガ 得点王：2011-12
- ブンデスリーガ 得点王：2014-15